# Montelanico
Montelanico é uma comuna italiana da região do Lácio, província de Roma, com cerca de 1.915 habitantes. Estende-se por uma área de 35 km², tendo uma densidade populacional de 55 hab/km². Faz fronteira com Anagni (FR), Carpineto Romano, Cori (LT), Gavignano, Gorga, Norma (LT), Segni.

## Demografia
| Variação demográfica do município entre 1861 e 2011                               |
|                                                                                   |
| Fonte: Istituto Nazionale di Statistica (ISTAT) - Elaboração gráfica da Wikipedia |